# De Película Clásico
De Película Clásico es un canal de televisión por suscripción estadounidense de origen mexicano propiedad de TelevisaUnivision dedicado a la transmisión de películas de los 1930, 1940, 1950 y algunas de 1960 de la época de oro del cine mexicano, se encuentra disponible en algunos operadores de Estados Unidos como DirecTV o Dish Network.